# 幽灵螳属
幽灵螳属（学名：Idolomantis）也称魔花螳属，为椎头螳科的一个属。

## 下属物种
本属包括以下物种：
- 魔花螳螂 Idolomantis diabolica (Saussure, 1869)，魔王幽灵螳